# Kouban
Pour les articles homonymes, voir Kouban (homonymie).
Le Kouban ou Koubane (en russe et ukrainien : Кубань ; en adyguéen : Пшызэ) est une zone géographique du Sud de la Russie, correspondant au bassin du fleuve du même nom, qui est riverain des mers Noire et d'Azov entre steppe pontique, delta de la Volga et séparée de la péninsule de Crimée à l’ouest par le détroit de Kertch. Le kraï de Krasnodar est souvent appelé Kouban, à la fois officiellement et officieusement, bien que le terme ne soit pas exclusif au kraï et qu’il accueille également les républiques d’Adyguée, de Karatchaïévo-Tcherkessie et certaines parties du kraï de Stavropol.

## Histoire
Le territoire du Kouban recèle des traces de peuplement néandertalien, mises en évidence par des ossements et des outils retrouvés sur plusieurs sites, notamment la grotte de Mezmaiskaïa.  
De nombreux sites datés de la fin de l'âge de bronze, certains reliés entre eux par des routes, témoignent d'une occupation liée à la culture de Maïkop. 
À partir de la fin du XVIIIe siècle, la région, jusque là contrôlée par les Adyguéens (ou Tcherkesses) et les khans de Crimée, commence à passer sous le contrôle de l’Empire russe, motivé notamment par le besoin de sécuriser ses frontières après la guerre russo-turque de 1787-1792. Ainsi, le 30 juin 1792, Catherine II octroie le territoire par oukase aux Cosaques du Kouban, orthodoxes, en récompense de leurs services, créant dès lors ce qui va devenir l’oblast du Kouban. Il s'ensuit toutefois une oppression croissante des autochtones quant à eux non orthodoxes, qui atteint son paroxysme en 1864 sous la forme d'expulsions qui entraînent un exil massif jusqu'en 1867.
En 1862, 47 % des habitants parlent ukrainien et 43 % russe selon le géographe russe A. Zachtchouk (voir l'article Nouvelle Russie).
La république populaire du Kouban est proclamée après la révolution russe en 1918. La région reste pourtant pendant un temps un lieu de rassemblement pour les armées blanches durant la guerre civile russe.
Bien qu’elle soit administrativement rattachée à la république de Russie, sa population est majoritairement de « nationalité » ukrainienne lorsque surviennent les grandes famines des années 1930. En 1932-1933, elle est soumise comme l’Ukraine à une politique particulièrement répressive, et la surmortalité due à la faim y atteint 80 à 90 ‰.

## Dans la culture
La péninsule du Kouban est le cadre du film Croix de fer (1977) de Sam Peckinpah, situé au moment de la retraite allemande de 1943, après la bataille de Stalingrad. 

## Galerie

Armoiries du Kouban.
Drapeau du Kouban.
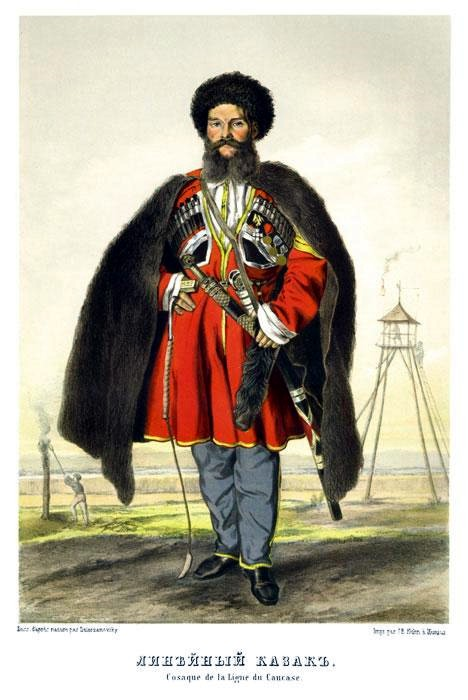
Cosaque de la ligne, 1862.
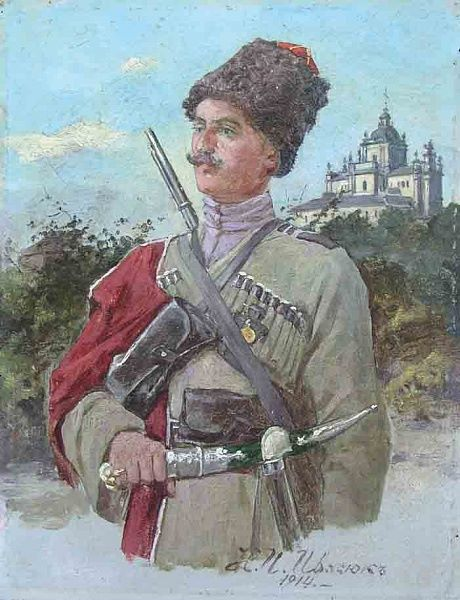
Cosaque du Kouban, 1914.
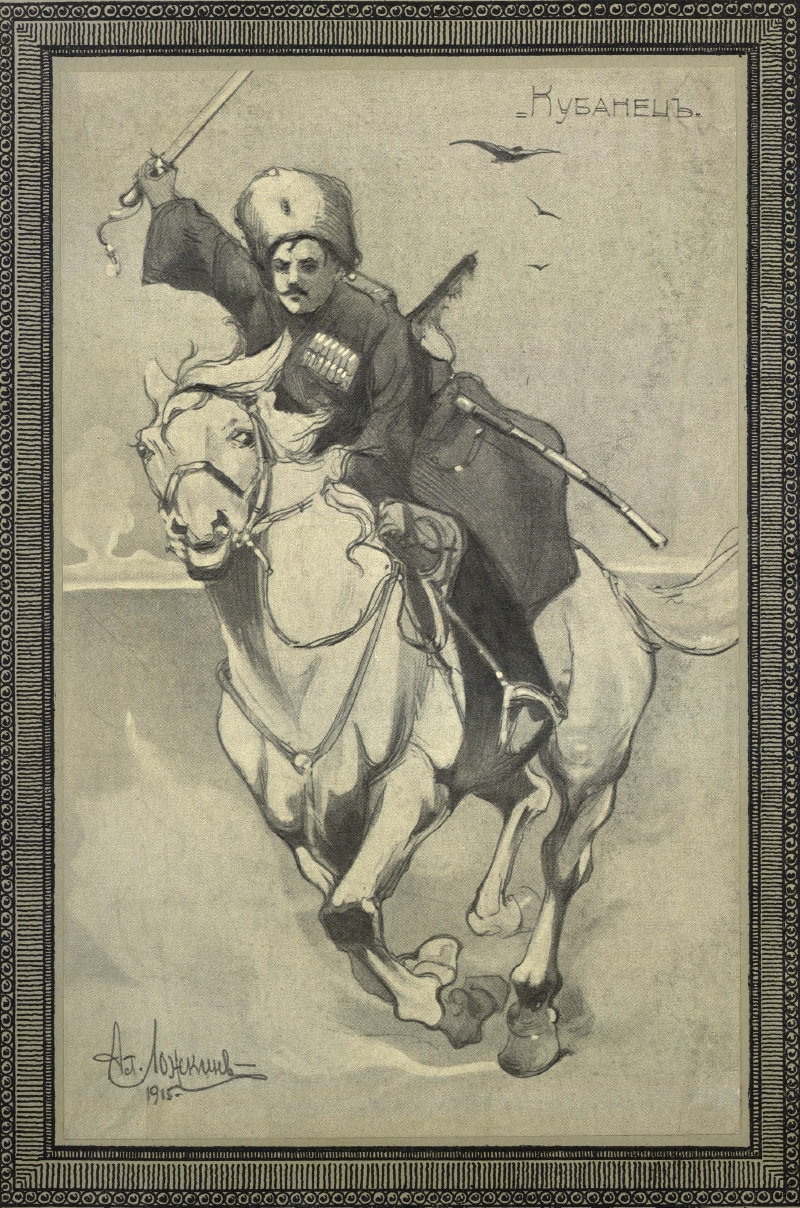
Cosaque chargeant, 1915.
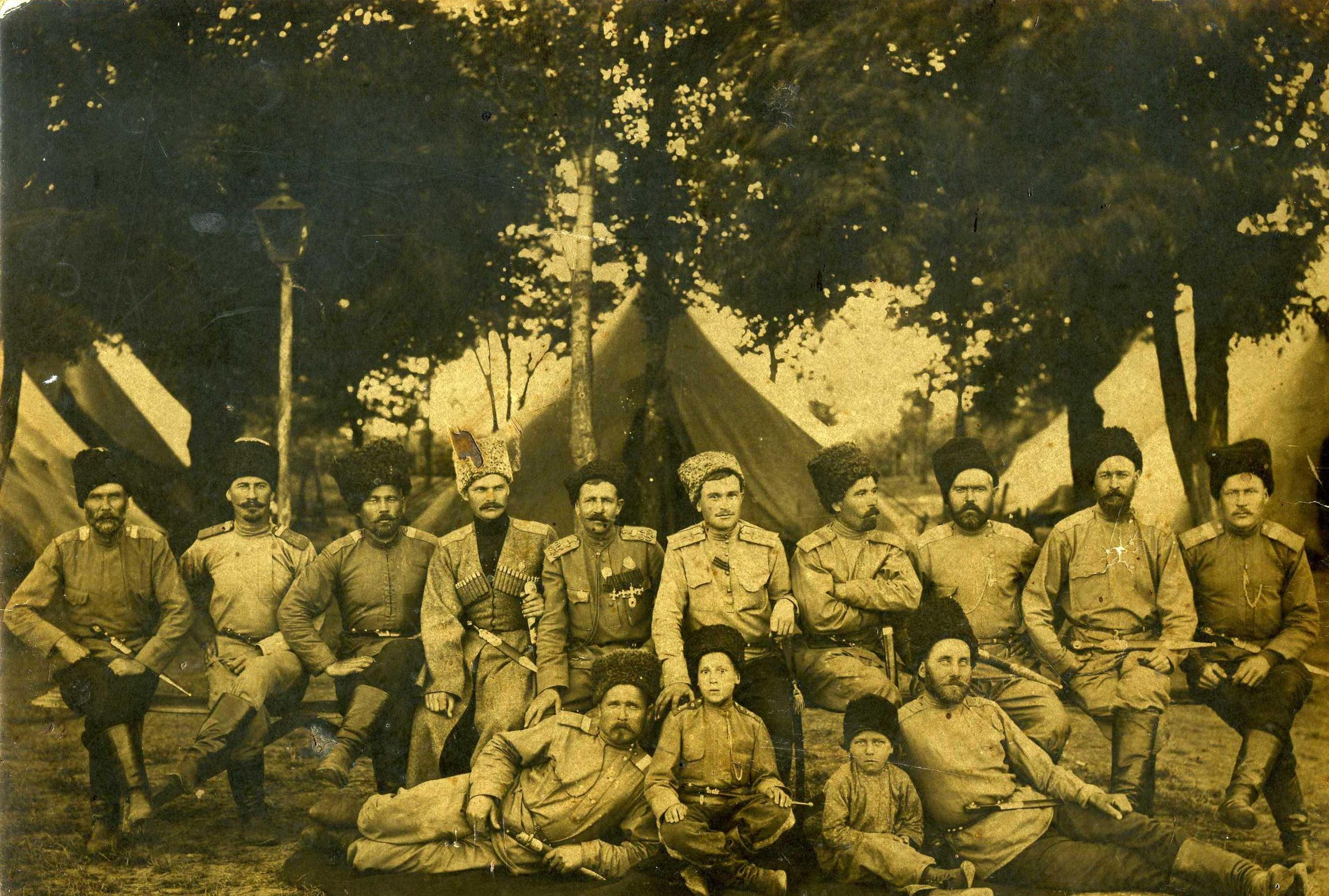
Armée cosaque, 1916.

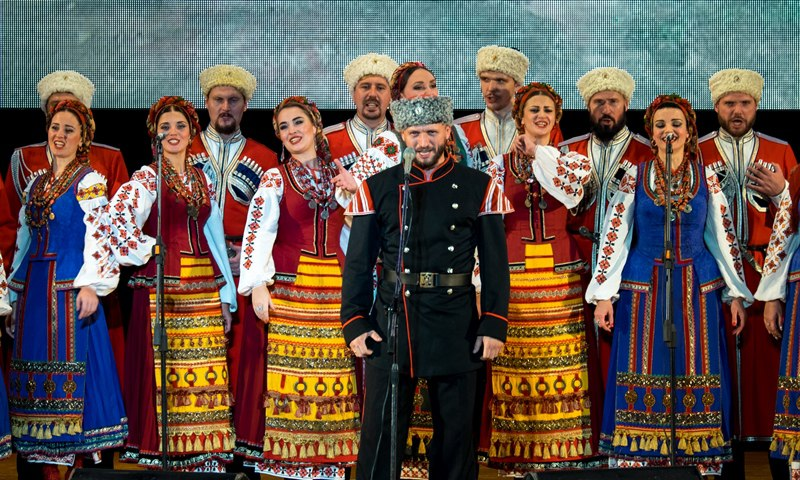
Chorale des Cosaques du Kouban.